# WTA 125K series 2014
WTA 125K series 2014 – sezon profesjonalnych kobiecych turniejów tenisowych niższej kategorii organizowanych przez Women’s Tennis Association w 2014 roku, które obejmują cykl 5 turniejów z pulą nagród wynoszącą 125 000 dolarów amerykańskich. Zawody rozgrywane w ramach WTA 125K series nie są zaliczane do głównego cyklu rozgrywek WTA Tour.

## Kalendarz turniejów
| Data            | Turniej                                                                          | Zwyciężczynie                      | Wynik             | Finalistki                      | Półfinalistki                    | Ćwierćfinalistki                                                  |
| --------------- | -------------------------------------------------------------------------------- | ---------------------------------- | ----------------- | ------------------------------- | -------------------------------- | ----------------------------------------------------------------- |
| 21 lipca        | Jiangxi Women’s Tennis Open Nanchang 125 000 $ – Twarda – 32S/16Q/16D            | Peng Shuai                         | 6:2, 3:6, 6:3     | Liu Fangzhou                    | Zheng Saisai Luksika Kumkhum     | Wang Qiang Misaki Doi Wang Yafan Zhang Ling                       |
| 21 lipca        | Jiangxi Women’s Tennis Open Nanchang 125 000 $ – Twarda – 32S/16Q/16D            | Chuang Chia-jung Junri Namigata    | 7:6(4), 6:3       | Chan Chin-wei Xu Yifan          | Zheng Saisai Luksika Kumkhum     | Wang Qiang Misaki Doi Wang Yafan Zhang Ling                       |
| 1 września      | Suzhou Ladies Open Suzhou 125 000 $ – Twarda – 32S/0Q/16D                        | Anna-Lena Friedsam                 | 6:1, 6:3          | Duan Yingying                   | Jana Čepelová Misa Eguchi        | Zheng Saisai Kateryna Kozłowa Risa Ozaki Patricia Mayr-Achleitner |
| 1 września      | Suzhou Ladies Open Suzhou 125 000 $ – Twarda – 32S/0Q/16D                        | Chan Chin-wei Chuang Chia-jung     | 6:1, 3:6, 10–7    | Misa Eguchi Eri Hozumi          | Jana Čepelová Misa Eguchi        | Zheng Saisai Kateryna Kozłowa Risa Ozaki Patricia Mayr-Achleitner |
| 27 października | Ningbo International Women's Tennis Open Ningbo 125 000 $ – Twarda – 32S/16Q/16D | Magda Linette                      | 4:6, 7:5, 6:1     | Wang Qiang                      | Duan Yingying Paula Kania        | Jekatierina Byczkowa Zhu Lin Wang Yan Zheng Saisai                |
| 27 października | Ningbo International Women's Tennis Open Ningbo 125 000 $ – Twarda – 32S/16Q/16D | Arina Rodionowa Olha Sawczuk       | 4:6, 7:6(2), 10–6 | Han Xinyun Zhang Kailin         | Duan Yingying Paula Kania        | Jekatierina Byczkowa Zhu Lin Wang Yan Zheng Saisai                |
| 3 listopada     | Taipei Open Tajpej 125 000 $ – Dywanowa (hala) – 32S/16Q/16D                     | Witalija Djaczenko                 | 1:6, 6:2, 6:4     | Chan Yung-jan                   | Anna-Lena Friedsam Ana Bogdan    | Magda Linette Ałła Kudriawcewa Zheng Saisai Luksika Kumkhum       |
| 3 listopada     | Taipei Open Tajpej 125 000 $ – Dywanowa (hala) – 32S/16Q/16D                     | Chan Hao-ching Chan Yung-jan       | 1:6, 7:5, 10–6    | Chang Kai-chen Chuang Chia-jung | Anna-Lena Friedsam Ana Bogdan    | Magda Linette Ałła Kudriawcewa Zheng Saisai Luksika Kumkhum       |
| 3 listopada     | Open GDF Suez de Limoges Limoges 125 000 $ – Twarda (hala) – 32S/16Q/8D          | Tereza Smitková                    | 7:6(4), 7:5       | Kristina Mladenovic             | Francesca Schiavone Océane Dodin | Łesia Curenko Richèl Hogenkamp Ana Konjuh Julija Putincewa        |
| 3 listopada     | Open GDF Suez de Limoges Limoges 125 000 $ – Twarda (hala) – 32S/16Q/8D          | Kateřina Siniaková Renata Voráčová | 2:6, 6:2, 10–5    | Tímea Babos Kristina Mladenovic | Francesca Schiavone Océane Dodin | Łesia Curenko Richèl Hogenkamp Ana Konjuh Julija Putincewa        |

## Wygrane turnieje

### Klasyfikacja tenisistek
| Wygrane | Zawodniczka        | S | D   | S | D |
| ------- | ------------------ | - | --- | - | - |
| 2       | Chuang Chia-jung   |   | ● ● | 0 | 2 |
| 1       | Witalija Djaczenko | ● |     | 1 | 0 |
| 1       | Magda Linette      | ● |     | 1 | 0 |
| 1       | Anna-Lena Friedsam | ● |     | 1 | 0 |
| 1       | Peng Shuai         | ● |     | 1 | 0 |
| 1       | Tereza Smitková    | ● |     | 1 | 0 |
| 1       | Chan Chin-wei      |   | ●   | 0 | 1 |
| 1       | Chan Hao-ching     |   | ●   | 0 | 1 |
| 1       | Chan Yung-jan      |   | ●   | 0 | 1 |
| 1       | Junri Namigata     |   | ●   | 0 | 1 |
| 1       | Arina Rodionowa    |   | ●   | 0 | 1 |
| 1       | Olha Sawczuk       |   | ●   | 0 | 1 |
| 1       | Kateřina Siniaková |   | ●   | 0 | 1 |
| 1       | Renata Voráčová    |   | ●   | 0 | 1 |

### Klasyfikacja państw
| Wygrane | Kraj            | S | D |
| ------- | --------------- | - | - |
| 3       | Chińskie Tajpej | 0 | 3 |
| 2       | Czechy          | 1 | 1 |
| 1       | Chiny           | 1 | 0 |
| 1       | Niemcy          | 1 | 0 |
| 1       | Polska          | 1 | 0 |
| 1       | Rosja           | 1 | 0 |
| 1       | Australia       | 0 | 1 |
| 1       | Japonia         | 0 | 1 |
| 1       | Ukraina         | 0 | 1 |